# Cmentarz żydowski w Żurominie
Cmentarz żydowski w Żurominie – kirkut mieści się w Żurominie przy ul. Stefana Żeromskiego. Został zniszczony w czasie II wojny światowej. Obecnie jest ogrodzony, ale nie posiada nagrobków (macew).